# الحافظ
الحافظ یا ابن‌الحافظ کیمیاگر ناشناس اندلسی نیمه اول سده دوازدهم میلادی بود.
دو رساله‌ای که عموماً بدو نسبت داده شده در باب کیمیا است به نام‌های کتاب‌السر، و مفتاح اعظم حکما در تبدیل فلزات. شاه آلفونسوی فرزانه (نیمهٔ دوم سدهٔ سیزدهم میلادی)، سبب شد تا رسالهٔ دوم از عربی به کاستیلی ترجمه شود. این رساله از ارکان یا طبایع ارسطویی، تکوین فلزات، تکوین گیاهان از فلزات، و جانوران از گیاهان بحث می‌کند.
برخی او را با طغرایی شاعر و کیمیاگر مسلمان اهل اصفهان یکی دانسته‌اند. این مطلب ثابت نشده، ولی صورت لاتینی کلمهٔ آرتفیوس احتمالاً برگردان عربی نام الحافظ است. هنوز نمی‌توان تاریخ اصل عربی یا ترجمهٔ لاتینی کتابهای او را مشخص کرد. آنچه می‌توان گفت این است که موٴلف اصلی را باید پس از ابن‌سینا (نیمهٔ اول سدهٔ یازدهم)، و پیش از گیوم اوورنی (نیمهٔ اول سدهٔ سیزدهم)، و راجر بیکن که از آن نقل کرده‌است، قرارداد.
به پندار خرافی گروهی، الحافظ به لطف اکسیر خویش هزاروبیست و پنج سال زندگی کرده‌است.